# Antoni Vera Alemany
Antoni Vera Alemany (Andratx, 1973) és un filòleg, docent i polític mallorquí del Partit Popular.
El 15 de juliol de 2011 va ser nomenat director de l'Institut d'Estudis Baleàrics (IEB). El 3 d'octubre de 2014 fou nomenat director general de Cultura i Patrimoni Històric (posteriorment ho fou també de Cultura, i d'Educació i Cultura) del Govern Balear, càrrec que desenvolupà fins al final de la legislatura.
Fou elegit diputat per Mallorca a les eleccions al Parlament de les Illes Balears de 2023. Gràcies a un acord entre el Partit Popular i Vox que possibilità un govern en solitari del PP, fou nomenat Conseller d'Educació i Universitats.